# Diskografie Sonic Youth
Diskografie americké rockové kapely Sonic Youth zahrnuje řadu alb, EP a singlů.

## Studiová alba
| Vydáno             | Název                                   | Komentář                                                                                     | Label                          |
| ------------------ | --------------------------------------- | -------------------------------------------------------------------------------------------- | ------------------------------ |
| únor 1983          | Confusion Is Sex                        | Znovu vydáno díky SST roku 1987 a vydavatelství Geffen v roce 1995 pod názvem Kill Yr Idols. | Neutral Records                |
| březen 1985        | Bad Moon Rising                         | Znovu vydáno na CD vydavatelstvím Geffen roku 1995 se čtyřmi bousovými písněmi               | USA: Homestead UK: Blast First |
| březen 1986        | EVOL                                    | Znovu vydáno labelem Geffen roku 1994                                                        | SST                            |
| červen 1987        | Sister                                  | Znovuvydáno Geffenem roku 1993                                                               | SST                            |
| říjen 1988         | Daydream Nation                         | Znovuvydáno Geffenem roku 1993                                                               | USA: Enigma UK: Blast First    |
| leden 1989         | The Whitey Album                        | Vydáno pod Ciccone Youth, znovu vydáno Geffenem roku 1995                                    | USA: Enigma UK: Blast First    |
| 26. června 1990    | Goo                                     | znovuvydáno roku 1996 a 2005                                                                 | DGC/Geffen                     |
| 21. července 1992  | Dirty                                   | Znovu vydáno 2003                                                                            | DGC/Geffen                     |
| 3. května 1994     | Experimental Jet Set, Trash and No Star |                                                                                              | DGC/Geffen                     |
| 26. září 1995      | Washing Machine                         |                                                                                              | DGC/Geffen                     |
| 12. května 1998    | A Thousand Leaves                       |                                                                                              | DGC/Geffen                     |
| 16. listopadu 1999 | SYR4: Goodbye 20th Century              |                                                                                              | Sonic Youth Recordings         |
| 16. května 2000    | NYC Ghosts & Flowers                    |                                                                                              | Geffen                         |
| 15. června 2002    | Murray Street                           |                                                                                              | DGC/Geffen/Interscope          |
| 7. června 2004     | Sonic Nurse                             |                                                                                              | DGC/Geffen/Interscope          |
| 13. června 2006    | Rather Ripped                           |                                                                                              | Geffen/Interscope              |

## EP
| Rok  | Název                                      | Komentář                                                                                                  | Label                  |
| ---- | ------------------------------------------ | --- | ---------------------- |
| 1982 | Sonic Youth                                | Znovu vydáno vydavatelstvím SST roku 1987, dále vydavatelstvím Geffen roku 2006 s osmi bonusovými písněmi | Neutral Records        |
| 1983 | Kill Yr Idols                              | Vydáno na CD s albem Confusion Is Sex roku 1995                                                           | Zensor Records         |
| 1987 | Master=Dik                                 | Vydáno vydavatelstvím SST v USA a Blast First ve Spojeném království                                      | SST a Blast First      |
| 1993 | Whores Moaning                             | Vydáno roku 1993 jen v Austrálii a Novém Zélandu                                                          | Geffen                 |
| 1993 | TV Shit                                    | S japonským zpěvák Yamatsuka Eye                                                                          | Ecstatic Peace!        |
| 1997 | SYR1: Anagrama                             | | Sonic Youth Recordings |
| 1997 | SYR2: Slaapkamers Met Slagroom             | | Sonic Youth Recordings |
| 1998 | SYR3: Invito Al Ĉielo                      | První nahrávka s Jimem O'Rourkem                                                                          | Sonic Youth Recordings |
| 1998 | Silver Session for Jason Knuth             | | Sonic Knuth Records    |
| 2002 | In The Fishtank 9                          | | Konkurrent Records     |
| 2005 | SYR6: Koncertas Stan Brakhage Prisiminimui | | Sonic Youth Recordings |

## Kompilace a živé nahrávky
| Rok  | Název                                    | Komentář                                              | Label          |
| ---- | ---------------------------------------- | ----------------------------------------------------- | -------------- |
| 1984 | Sonic Death                              | Živě, 1981-1983                                       | Ecstatic Peace |
| 1991 | Hold That Tiger                          | Živě z roku 1987                                      | Goofin'        |
| 1992 | Live at the Continental Club             | Živě z roku 1986, vydáno díky fanklubu SY             | Sonic Death    |
| 1995 | Live in Venlo                            | Živě z roku 1983, vydáno díky fanklubu SY             | Sonic Death    |
| 1995 | Screaming Fields of Sonic Love           | Kompilace písní z Daydream Nation a ranějších skladeb | Geffen Records |
| 1995 | Made in USA                              | Soundtrack k filmu Made in USA                        | Rhino Records  |
| 2006 | The Destroyed Room: B-sides and Rarities | Kompilace B-stran                                     | Geffen Records |

## Singly
- 1984 - "Death Valley '69"
- 1985 - "Flower/Halloween"
- 1986 - "Flower/Satan Is Boring"
- 1986 - "Starpower"
- 1986 - "Into the Groove(y)" (vydáno pod Ciccone Youth)
- 1988 - "Teen Age Riot"
- 1989 - "Touch Me I'm Sick"
- 1990 - "Kool Thing"
- 1990 - "Disappearer"
- 1991 - "Dirty Boots"
- 1992 - "100%"
- 1992 - "Youth Against Fascism"
- 1993 - "Sugar Kane"
- 1993 - "Drunken Butterfly"
- 1994 - "Bull in the Heather"
- 1994 - "Superstar"
- 1995 - "The Diamond Sea"
- 1996 - "Little Trouble Girl"
- 1998 - "Sunday"
- 2003 - "Kim Gordon & The Arthur Doyle Hand Cream"
- 2006 - "Helen Lundeberg"